# Abu Anas al-Libi
Abu Anas al-Libi (arab. أبو أنس الليبي, Abū Anas al-Lībī; ur. 30 marca lub 14 maja 1964 w Trypolisie, zm. 2 stycznia 2015 w Nowym Jorku) – libijski terrorysta. Specjalista komputerowy Al-Ka’idy. Po zamachach z 11 września 2001 znalazł się na liście najbardziej poszukiwanych terrorystów na świecie.

## Życiorys
Będąc studentem działał w opozycji islamskiej w Libii. W latach 90. wyjechał do Sudanu gdzie wstąpił do bojówek Osamy bin Ladena. W 1995 jako przeciwnik rządów Mu’ammara al-Kaddafiego uzyskał azyl polityczny w Wielkiej Brytanii. W 1998 przygotowywał zamachy terrorystyczne na amerykańskie placówki dyplomatyczne w Nairobi i Dar es Salaam.
Na początku października 2013 zatrzymany w Trypolisie przez amerykańskie siły specjalne Delta Force przy udziale CIA i FBI. Po zatrzymaniu al-Liby rząd libijski oświadczył, że nie został poinformowany o planowanej akcji, a sam terrorysta powinien zostać osądzony w kraju.
Podczas śledztwa został oskarżony o terroryzm i planowanie zamachów bombowych w 1998. Nie przyznał się do stawianych mu zarzutów.
Zmarł w szpitalu w Nowym Jorku na skutek zapalenia wątroby typu C i raka wątroby.